# Rotterdam-Europoort (film)
Rotterdam-Europoort is een documentaire film over de havens van Rotterdam uit 1966 van de Nederlandse filmmaker Joris Ivens (producent en regisseur) met camerawerk door Eddy van der Enden.
De documentaire is gemaakt in opdracht van de gemeente Rotterdam en uitgebracht in het Nederlands, met scriptschrijver Gerrit Kouwenaar als verteller, en in het Frans met de Franse acteur Yves Montand als verteller. De enige acteur is Willeke van Ammelrooy die hiermee haar eerste filmrol had. De beeldhouwer Carel Kneulman treedt als zichzelf op. Kneulman was indertijd vooral bekend van zijn wandsculptuur Zwevende vrouw (gebaseerd op de mythologische Thaleia) uit 1955 aan de bioscoop Thalia aan de Kruiskade in Rotterdam.
De première vond plaats op 29 april 1966 in het toenmalige Lumière Theater aan de Lijnbaan in Rotterdam.
In de 21e eeuw is de film onder meer vertoond op het International Documentary Film Festival Amsterdam (IDFA) in 2008 en op het International Film Festival Rotterdam (IFFR) in 2009.